# Square Hammer
Square Hammer ist ein Lied der schwedischen Heavy-Metal-Band Ghost. Es erschien erstmals am 15. September 2016 als Teil der zweiten EP Popestar sowie einen Tag später als Singleauskopplung.

## Inhalt
Square Hammer ist ein Heavy-Metal-Lied, das vom Ghost-Sänger Tobias Forge geschrieben wurde. Der Text ist in englischer Sprache verfasst. Square Hammer ist 3:59 Minuten lang, wurde in der Tonart D-Moll geschrieben und weist ein Tempo von 130 BPM auf. Produziert wurde das Lied von Tom Dalgety. Aufgenommen wurde der Titel im Gardenia Studio in Linköping. Das Lied wurde von Andy Wallace und Tom Dalgety gemischt und von Brian Lucey gemastert. Das Lied entstand gegen Ende der Aufnahmen für das Vorgängeralbum Meliora. Tobias Forge war der Meinung, für die Konzerte ein großes Eröffnungsstück haben zu müssen, vergleichbar mit dem Lied 2 Minutes to Midnight von Iron Maiden. Basis für das Lied war ein Riff von einer älteren Songidee. Der Rest wäre laut Forge schnell geschrieben gewesen. Da das Albumkonzept bereits stand und das Lied Square Hammer nicht zum restlichen Material passte, wurde es nicht auf dem Album, sondern auf der EP verwendet.
Das Lied wäre eine Empfehlung an die Menschen, den Teufel statt Gott zu verfluchen. Dies setze die Vorstellung voraus, dass der Teufel nicht mehr eine abstrakte Idee, sondern eine etablierte Entität ist. Darüber hinaus führt das Lied die Idee ein, dass der Teufel den Geist der Menschen besetzen kann. Für das Lied wurde ein Musikvideo gedreht, bei dem Zev Deans Regie führte. Das Video ist eine Hommage an den Horrorfilm Nosferatu – Eine Symphonie des Grauens aus dem Jahre 1922. Das Lied wurde bei der Wrestling-Veranstaltung NXT TakeOver: San Antonio verwendet. Außerdem ist das Lied auf Ghosts Livealbum Ceremony and Devotion zu hören.

## Rezeption

### Rezensionen
Boris Kaiser vom deutschen Magazin Rock Hard bezeichnete Square Hammer als „lupenreines Zehn-Punkte-Monster“. Ghost packen in dem Lied „perfekt arrangierte und eingebettete Melodien“ aus. Sein Kollege Wolfgang Liu Kuhn beschrieb Square Hammer als „Archetyps eines Ghost-Songs: eingängig, catchy, perfekt auf den Punkt gebracht“. Rezensent Michael vom Onlinemagazin Metal.de als einen der poppigsten Titel der Bandgeschichte und als geradezu triumphalen Einstieg.

### Preise
Square Hammer wurde bei den Metal Hammer Awards 2017 in der Kategorie Metal Anthem ausgezeichnet. Bei den Loudwire Music Awards 2016 wurde Square Hammer in der Kategorie Bestes Metal-Video ausgezeichnet und in der Kategorie Bestes Metal-Lied nominiert. Darüber hinaus wurde Square Hammer bei den Revolver Golden Gods Awards 2016 als Lied des Jahres ausgezeichnet.

## Kommerzieller Erfolg

### Chartplatzierungen
| ChartsChartplatzierungen            | Höchstplatzierung | Wochen |
| ----------------------------------- | ----------------- | ------ |
| Schweden (GLF)                      | 75 (1 Wo.)        | 1      |
| Vereinigte Staaten (Billboard Rock) | 23 (20 Wo.)       | 20     |

Darüber hinaus erreichte Square Hammer Platz eins der Billboard Mainstream Rock Songs und blieb für 24 Wochen in diesen Charts, die Lieder der Anzahl der Radioübertragungen listet. Für Ghost war es die erste Nummer eins in diesen Charts.

### Auszeichnungen für Musikverkäufe
| Land/Region               | Auszeichnungen für Musikverkäufe (Land/Region, Auszeichnung, Verkäufe) | Verkäufe  |
| ------------------------- | ---------------------------------------------------------------------- | --------- |
| Kanada (MC)               | Gold                                                                   | 40.000    |
| Norwegen (IFPI)           | Gold                                                                   | 30.000    |
| Vereinigte Staaten (RIAA) | Platin                                                                 | 1.000.000 |
| Insgesamt                 | 2× Gold · 1× Platin ·                                                  | 1.070.000 |